# 29328 Hanshintigers
29328 Hanshintigers este un asteroid din centura principală de asteroizi.

## Descriere
29328 Hanshintigers este un asteroid din centura principală de asteroizi. A fost descoperit pe 13 octombrie 1994 la Kiso la Observatorul Kiso. Asteroidul prezintă o orbită caracterizată de o semiaxă mare de 2,30 ua, o excentricitate de 0,19 și o înclinație de 3,5° în raport cu ecliptica.